# Kyōka Izumi
Kyōka Izumi  (泉 鏡花?, Izumi Kyōka), pseudonimo di Kyōtarō Izumi (泉 鏡太郎?, Izumi Kyōtarō), (Kanazawa, 4 novembre 1873 – Tokyo, 7 settembre 1939) è stato uno scrittore e drammaturgo giapponese.

## Biografia

### A Kanazawa
Nasce a Kanazawa, nella prefettura di Ishikawa, da Seiji Izumi, un artigiano lavoratore di oggetti metallici, e da Suzu Nakata, figlia di un famoso suonatore di tsuzumi - una sorta di tamburo - proveniente da Edo e sorella dell'attore teatrale Nō Kintarō Matsumoto. La sua famiglia cade in sventura quando è ancora giovane, costringendolo a frequentare una scuola gestita da missionari cristiani che offre istruzione gratuita. Grazie all'interesse della giovane madre, ancora ventenne, per la xilografia e per quei testi giapponesi illustrati chiamati kusazōshi, si appassiona subito di letteratura; il giovane Kyōtarō deve subire presto un'altra grave perdita: la madre Suzu si spegne appena ventinovenne.

### Allievo di Kōyō a Tokyo
Nell'aprile del 1889 conosce nella pensione di alcuni suoi amici lo scrittore Ozaki Kōyō, che due anni prima aveva pubblicato il suo primo romanzo ottenendo un discreto successo; rimane veramente impressionato da Ozaki, tanto da convincersi ad intraprendere anch'egli la carriera letteraria. Nel giugno di quello stesso anno va in gita con Ozaki in giro per la prefettura di Toyama, approfittando della sua presenza per approfondire le proprie conoscenze letterarie. Le sue aspirazioni lo portano a novembre a Tokyo: per un po' vive con Ozaki nel quartiere Shinjuku, poi riesce ad entrare in una prestigiosa scuola, grazie anche all'interessamento del suo maestro, che continua a leggere, valutare e correggere i suoi manoscritti; rimane comunque sempre sinceramente attaccato ad Ozaki e alla sua famiglia.

### Da Kyōtarō a Kyōka
Dal suo primo romanzo, Yazaemon Kanmuri, il giornale di Kyoto Hi no De trae una serie di varie puntate, che inizialmente non riscuote il successo desiderato, tanto da convincere l'editore a troncare il progetto; ancora una volta l'interessamento di Ozaki riesce a sistemare le cose. La storia viene riproposta nella prefettura di Ishikawa ad un altro quotidiano, Hokuriku Shinpo, che la ripropone in serie. Questa volta Kyōtarō ottiene il favore della critica. Scrive e pubblica altri due romanzi a puntate, Il burattino vivente e L'orologio d'oro. A questo periodo risale lo pseudonimo Kyōka, con il quale oggi è ricordato, come nel caso di un altro grande scrittore giapponese, Natsume Sōseki, che, tra l'altro, è un suo contemporaneo.
In agosto torna a Kanazawa per un trattamento contro la beriberi - malattia causata dalla penuria di vitamina B -, quindi visita Kyoto e la regione di Hokuriku; infine torna a Tokyo. Prende spunto da questo viaggio per il quarto romanzo, L'altra moglie dell'uomo. Deve tornare inaspettatamente una seconda volta a Kanazawa, avendo appreso della scomparsa del padre, spentosi il 9 gennaio 1894; vorrebbe fermarsi più a lungo, ma la famiglia lo incoraggia a tornare a Tokyo per riprendere a scrivere. In ottobre escono Il riservista e Il retto e il cavalleresco; grazie all'interessamento di Ozaki, in questo periodo particolarmente vicino a Kyōka, inizia a collaborare per il giornale Yomiuri Shinbun, la principale testata di Tokyo, per la quale Ozaki scrive diversi racconti. Nel 1933 da Il retto viene tratto un film in bianco e nero, intitolato Il filo bianco della cascata, diretto dal celebre regista connazionale Kenji Mizoguchi.
L'anno successivo, a febbraio, gli viene proposto di lavorare alla stesura di una nuova enciclopedia, che s'interessa in particolare dell'Occidente, verso il quale il Giappone sta cominciando ad aprirsi: in questa occasione apprende, ad esempio, l'uso del coltello e della forchetta, che presto inizia a preferire ai classici bastoncini.

### Dalla prosa al teatro
Nell'aprile del 1896 pubblica il romanzo a puntate Il guardiano notturno sulla rivista Bungei Kurabu; questo è il suo vero, primo successo letterario: attira infatti l'attenzione del critico Reiun Taoka, uno dei più affermati dell'epoca, che valuta positivamente anche l'opera successiva, La stanza operativa, apparsa in apertura sempre sul Bungei Kurabu. Interrompe il prolifico lavoro per tornare a Kanazawa per curare la beriberi; ne approfitta per trascorrere un po' di tempo con sua nonna, che lui stesso invita a Kanazawa. Pur non riuscendo a risolvere il problema di salute in modo definitivo, Kyōka riesce a godere del suo soggiorno lontano da Tokyo, prendendo nuovi spunti: nel 1900, ripensando al suo soggiorno, scrive e pubblica Il santo uomo del Monte Kōya, considerato da diversi critici la sua opera di maggior peso.
Nel 1902, a causa della berberi, deve ritirarsi a Zushi con una certa Suzu Ito, che conosce da quando era bambino; ella lo aiuta nelle faccende domestiche e in cucina. Con lei, una volta sentitosi meglio, torna a Tokyo e si trasferisce nel quartiere Kagurazaka nel maggio del 1903: Ozaki non vede bene la loro unione, ma deve infine accettarla. Ozaki si spegne ad ottobre, lasciando il suo pupillo nello sconforto più totale: le nozze con Suzu devono essere rimandate. Nel 1906 perde anche la longeva nonna, vissuta sino agli ottantasette anni.
Per i ben noti problemi allo stomaco, inoltre, deve tornare a Zushi, prevedendo di restarci per tutta l'estate; durante questo ennesimo soggiorno forzato deve mangiare solo riso e patate dolci. In questo periodo di particolare tristezza scrive diversi racconti, tra i quali Un pomeriggio di primavera e il sequel Seguendo un pomeriggio di primavera, nei quali la metafisica abbonda. Torna poi a Tokyo nel 1908.
Nel 1910 pubblica insieme Shamisenbori, lodato particolarmente dal contemporaneo Nagai Kafū, e Una canzone di notte da una lanterna. Esce anche il primo dei cinque volumi nei quali Kyōka ha in precedenza raggruppato le sue opere. Queste sono le sue ultimi opere di spicco in prosa: l'inizio del periodo Taishō (1912-1926) segna l'inizio della sua produzione teatrale, volta soprattutto al kabuki. Nel 1913 scrive Il demone stagno e La villa al mare di Dio, quindi nel 1914 Nihonbashi: riscuote sempre un discreto successo, affermandosi anche come drammaturgo.

### Ultimi anni
La berberi lo costringe nel 1916 ad un ennesimo soggiorno in convalescenza a Zushi, che dura tutta l'estate. Ritorna a Tokyo in condizioni un po' migliorate, ma la salute sta lentamente e drasticamente peggiorando; la sua stessa vena creativa lo sta abbandonando. Nel 1927 parte per la regione di Tōhoku per visitare il lago Towada e la prefettura di Akita; l'anno dopo contrae la polmonite e deve essere ricoverato nella penisola di Izu, sulla costa orientale (prefettura di Shizuoka). Nel 1929 torna nella prefettura di Ishikawa per visitare la penisola di Noto. Di tutti questi viaggi tiene regolarmente dei diari; ogni tanto scrive anche delle storie.
Nel 1937 realizza un'ennesima serie dal romanzo Usu Kōba dai giornali Tokyo Mainichi e Osaka Mainichi. Nello stesso anno diventa membro dell'Accademia Imperiale delle Belle Arti. Muore alle 2:45 di mattina del 7 settembre 1939 a causa di un carcinoma del polmone; viene seppellito, in onore della sua opera, nel cimitero Zōshigaya di Tokyo assieme ad altri grandi suoi contemporanei, Natsume Sōseki, Lafcadio Hearn e Takehisa Yumeji. In Giappone lo ricordano, alla pari di Nagai Kafū e Jun'ichirō Tanizaki, come uno dei maggiori autori della letteratura giapponese di quel periodo.